# 1583

## Събития
- 1 януари – Първи ден от Григорианския календар в Холандия и Фландрия.
- Ливонската война завършва с Договора от Плуса между Русия и Швеция.

## Родени
- 16 юни – Аксел Оксенщиерна, канцлер и регент на Швеция
- 24 септември – Албрехт фон Валенщайн, германски военачалник

## Починали
- 12 януари – Фернандо Алварес де Толедо, испански военачалник
- 13 юли – Балтазар Жерар, френски католик